# Bilpahari
Bilpahari è una suddivisione dell'India, classificata come census town, di 7.786 abitanti, situata nel distretto di Bardhaman Occidentale, nello stato federato del Bengala Occidentale. In base al numero di abitanti la città rientra nella classe V (da 5.000 a 9.999 persone).

## Geografia fisica
La città è situata a 23° 43' 26 N e 87° 14' 03 E.

## Società

### Evoluzione demografica
Al censimento del 2001 la popolazione di Bilpahari assommava a 7.786 persone, delle quali 4.281 maschi e 3.505 femmine. I bambini di età inferiore o uguale ai sei anni assommavano a 1.198, dei quali 619 maschi e 579 femmine. Infine, coloro che erano in grado di saper almeno leggere e scrivere erano 4.111, dei quali 2.635 maschi e 1.476 femmine.